# Lago Bled
O Lago de Bled, (Blejsko jezero (em esloveno)), é um lago nos Alpes Julianos da região da Alta Carniola, noroeste da Eslovénia, onde confina a cidade de Bled. A área é um dos principais destinos turísticos da Eslovénia. O lago fica a de 35km (22mi) do Aeroporto Internacional de Liubliana e 55km (34mi) da capital, Liubliana.

## Geografia e história
O lago possui origens glacial e tectônica. Com 2120m de comprimento e 1380m de largura, possui uma profundidade máxima de 29,5m e tem uma pequena ilha (Ilha de Bled). O lago está situado em um ambiente pitoresco, rodeado por montanhas e florestas. O Castelo medieval de Bled está localizado acima do lago da costa norte. O Vale Zaka fica no extremo oeste do lago.
O Lago foi sede do Campeonato Mundial de Remo em 4 ocasiões: 1966, 1979, 1989 e 2011.

## A Ilha de Bled

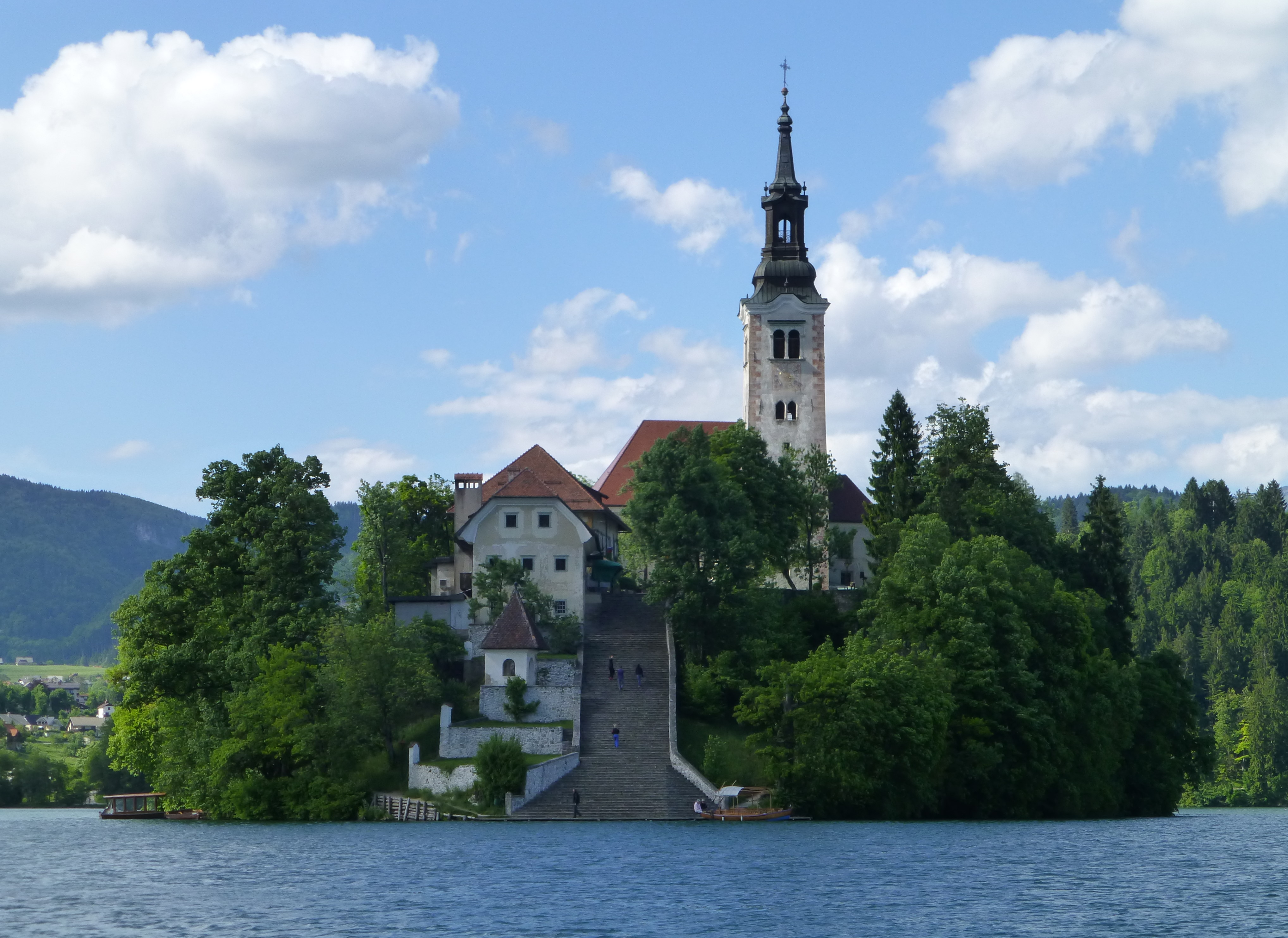
A Ilha de Bled

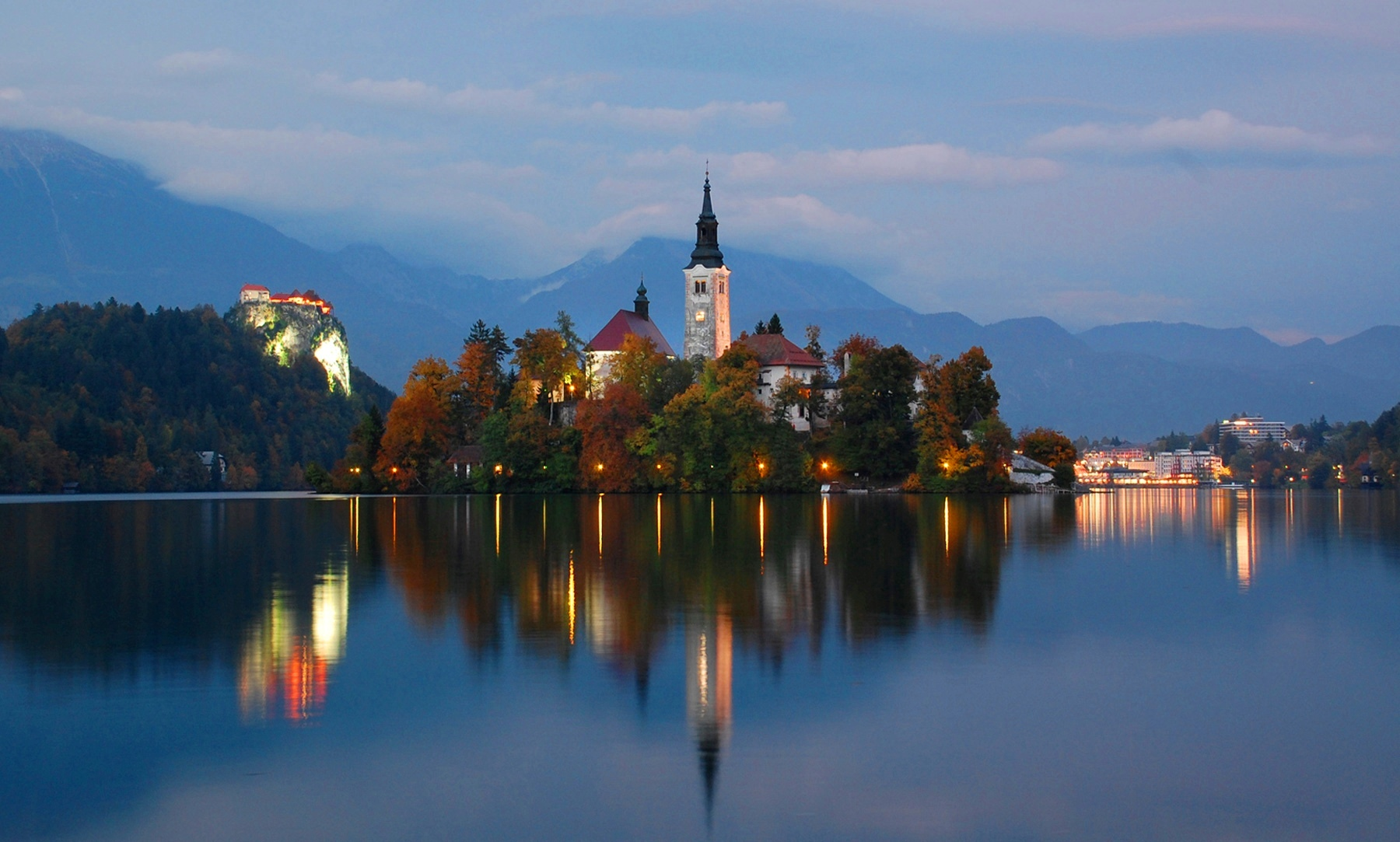
O lago de Bled e a Ilha de Bled em crepúsculo

O lago circunda a Ilha de Bled (Blejski otok). A ilha tem vários edifícios, sendo o principal deles a igreja de peregrinação dedicado à Assunção de Maria (Cerkev Marijinega vnebovzetja), construído em sua forma atual, perto do final do século XVII e decorados com restos de afrescos góticos de cerca de 1470. A igreja tem uma torre com 52m e há uma escadaria Barroca de 1655 com 99 degraus de pedra que levam a um edifício. A igreja é frequentemente visitada e casamentos são realizados regularmente. Tradicionalmente, é considerado boa sorte para o noivo carregar a noiva até a entrada no dia do seu casamento antes de tocar a campainha e pedir um desejo dentro da igreja.

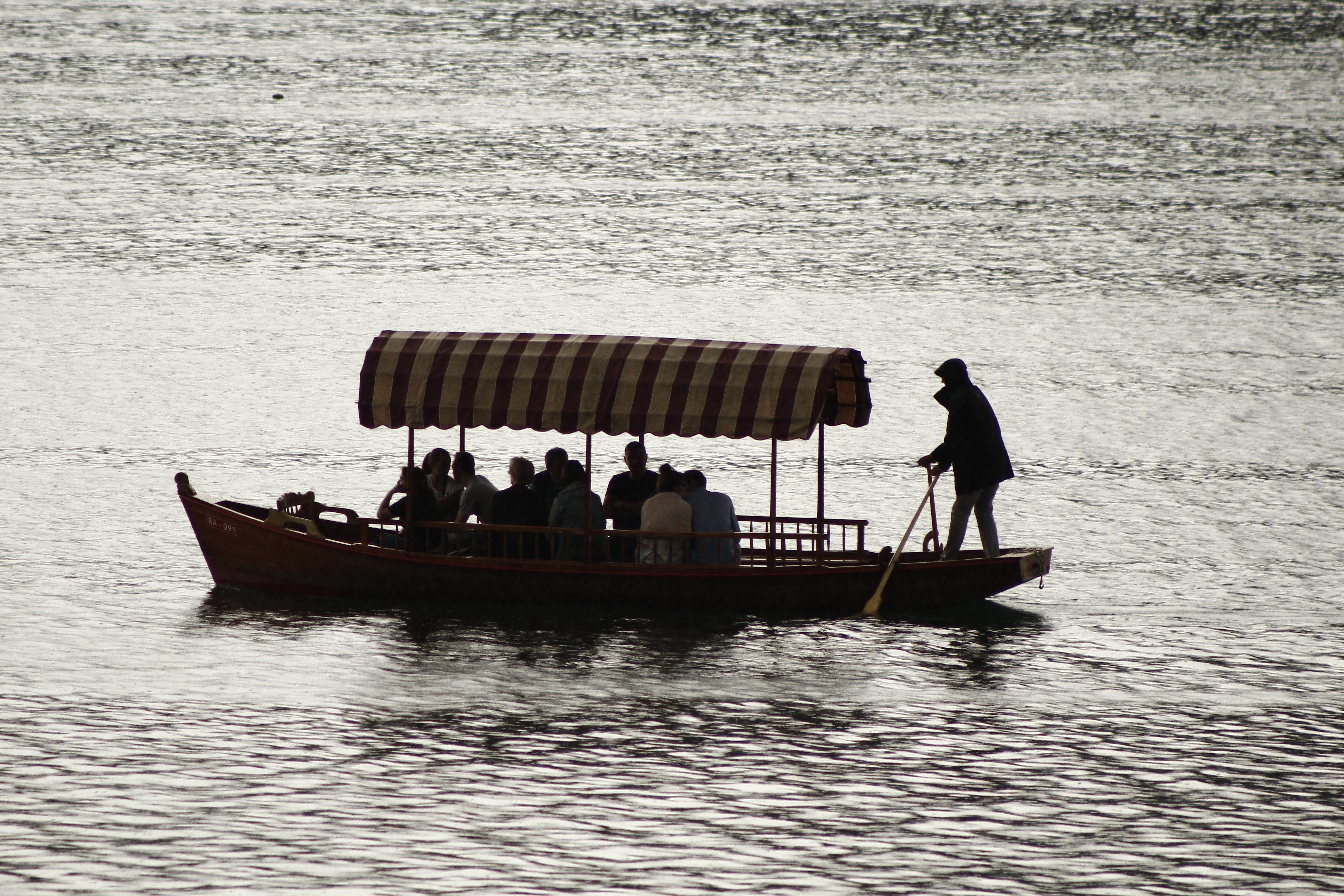
Barco a remo no Lago de Bled.

## Galeria

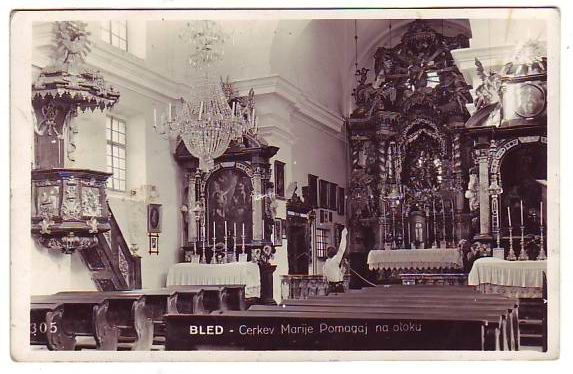
Interior da Igreja
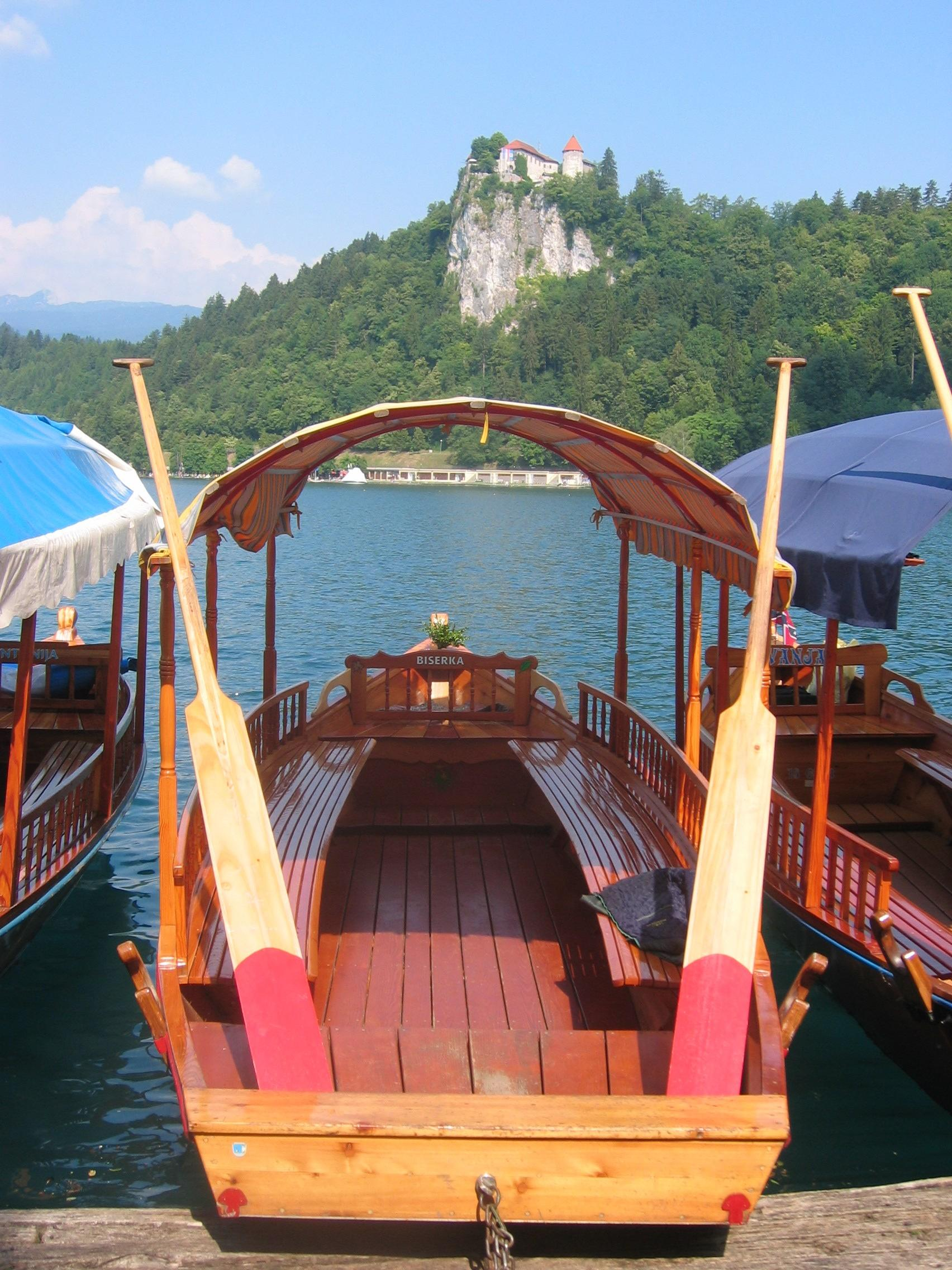
Pletna
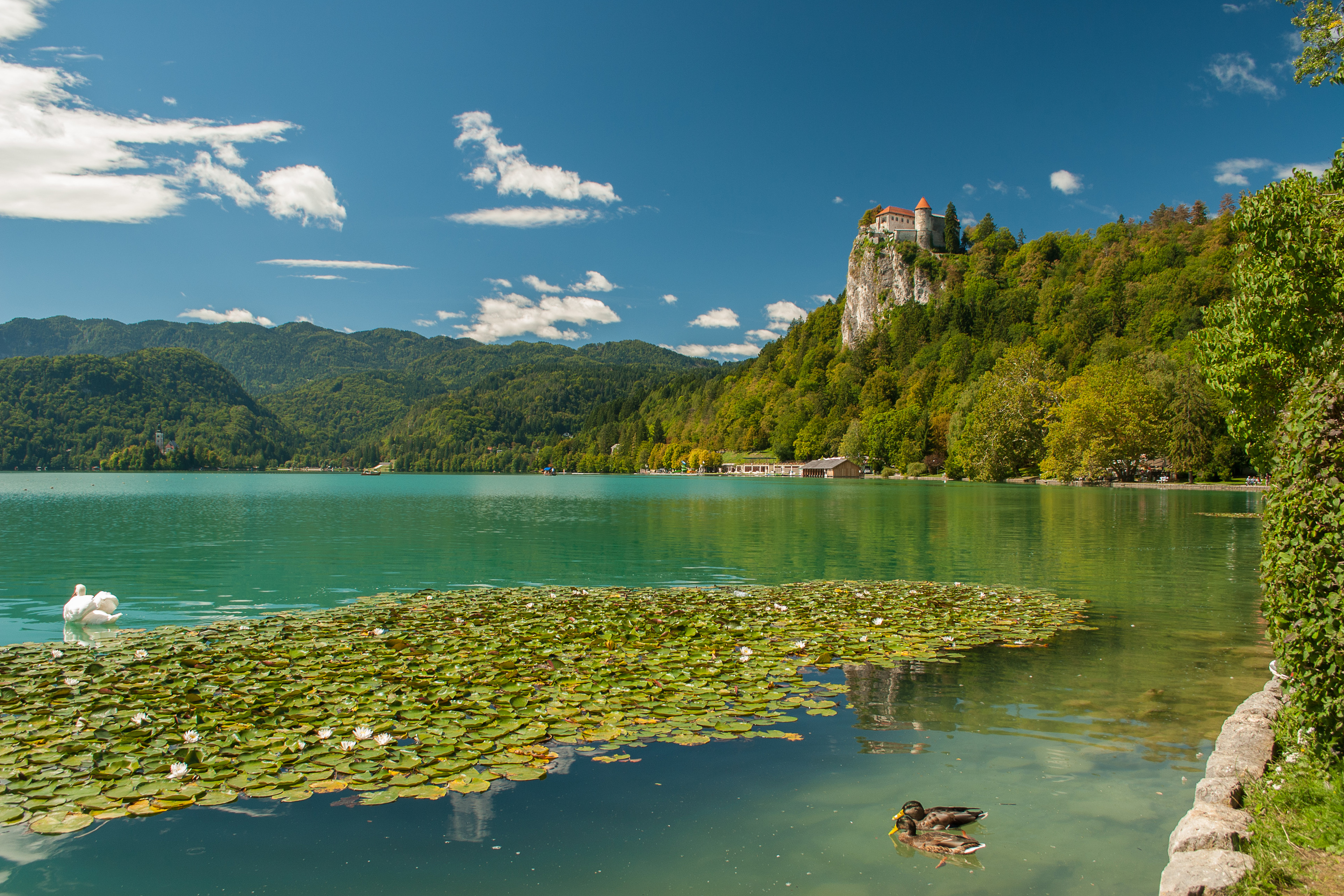
O Lago de Bled com o Castelo de Bled no plano de fundo
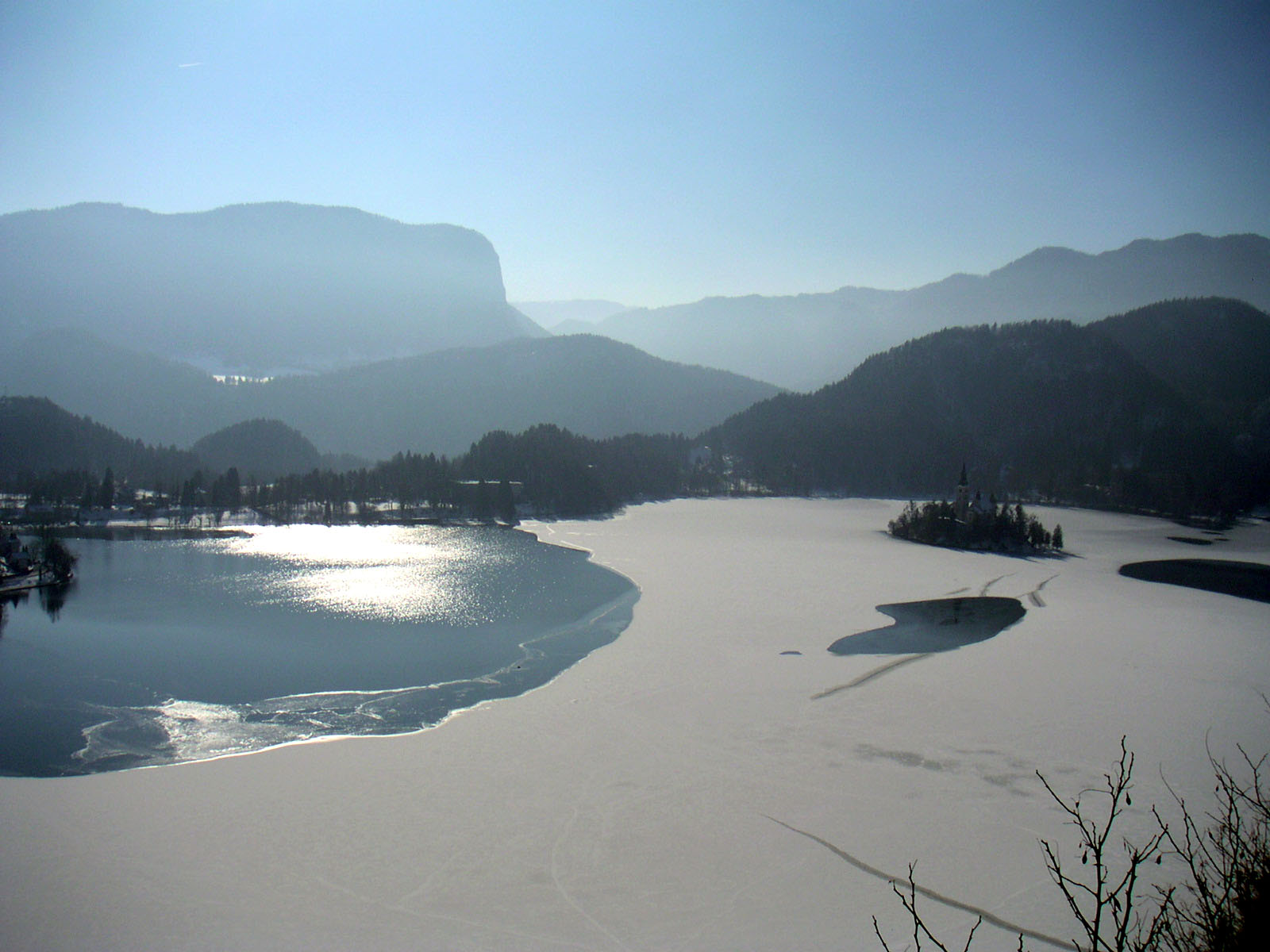
Lago parcialmente congelado
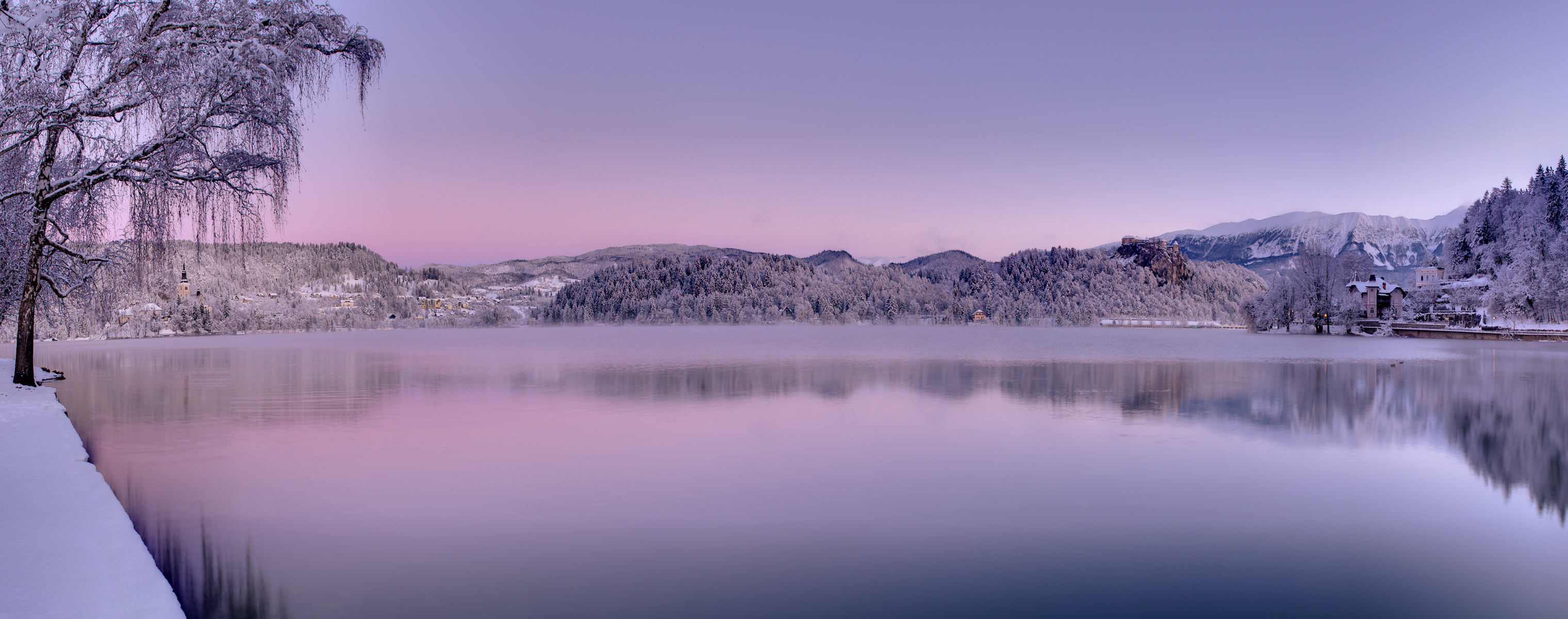
Panorama invernal do Lago de Bled
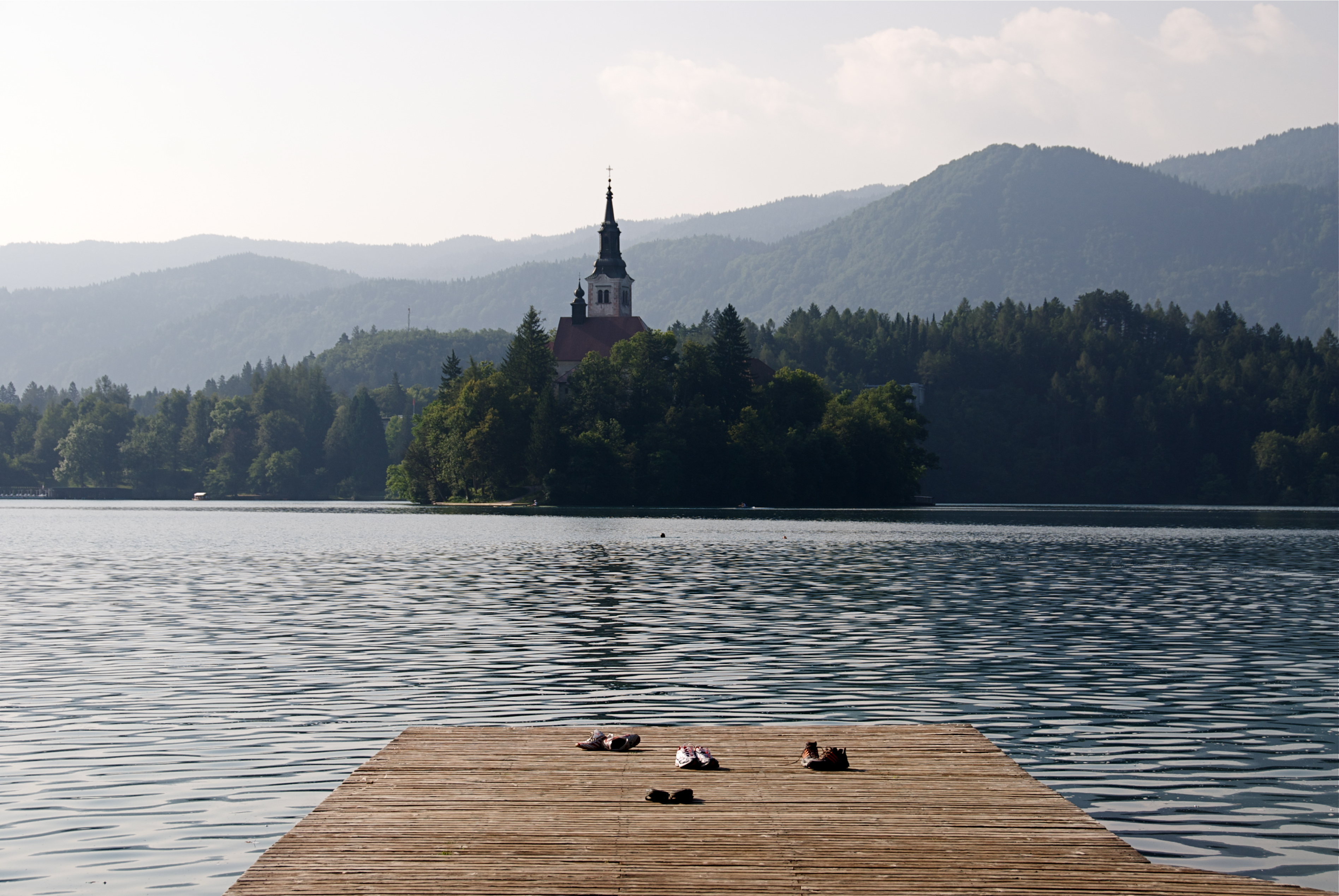
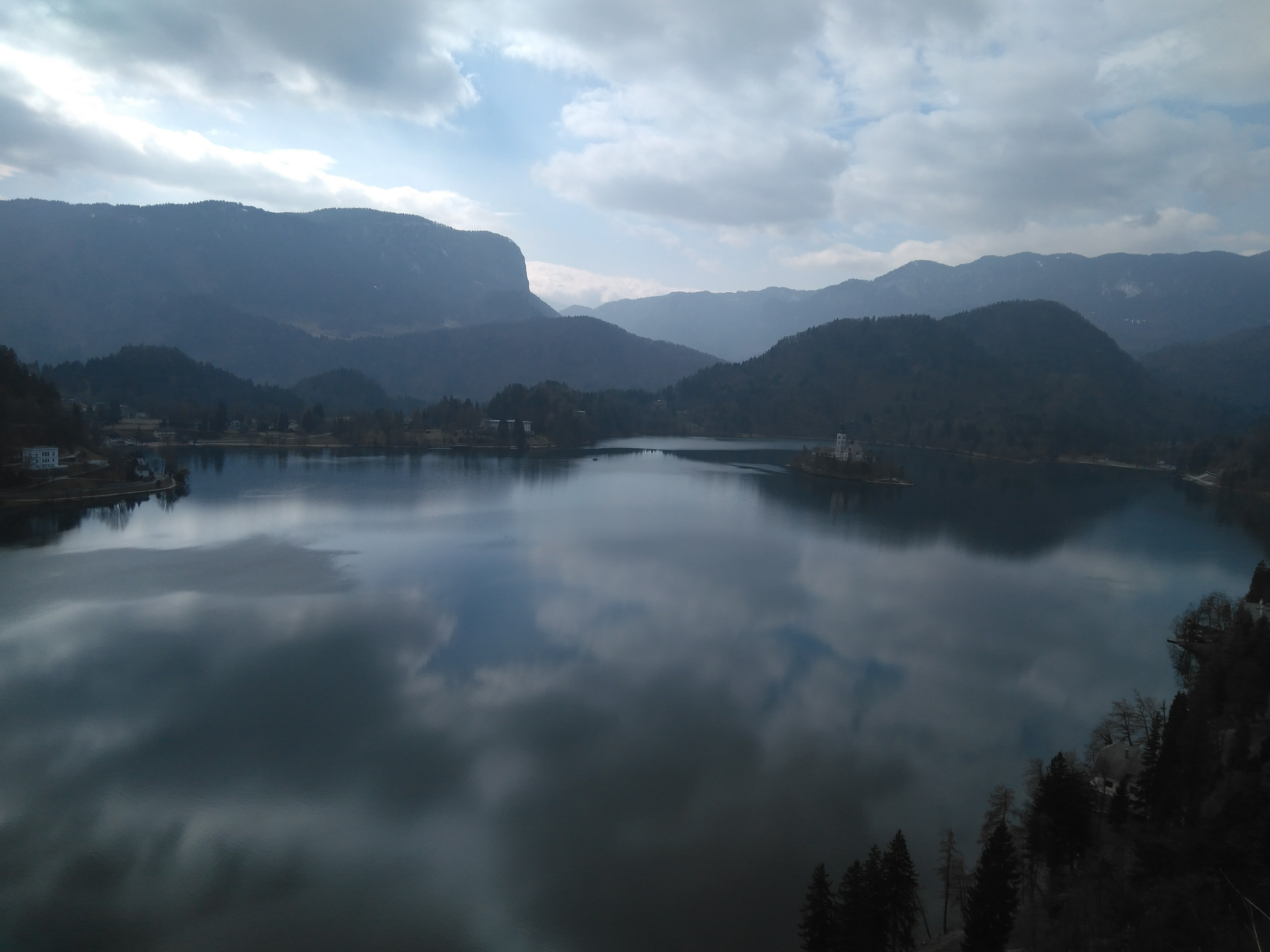
Lago de Bled no final do inverno